# Hannah Cohoon

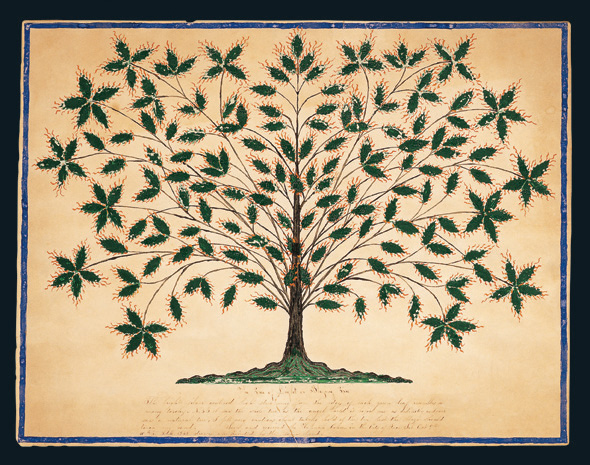
Tree of Light or Blazing Tree, 1845

Hannah Cohoon (* 1. Februar 1788 in Williamstown, Massachusetts; † 7. Januar 1864 in Hancock, Massachusetts) war eine amerikanische Malerin der Shaker-Bewegung.

## Leben
Hannah Cohoon, geborene Harrison, wuchs in einer Farmerfamilie gemeinsam mit ihren zwei älteren Schwestern Lois und Polly auf. Nach dem frühen Tod des Vaters Noah B. Harrison (1759–1789) zog die Mutter Huldah Bacon Harrison (1763–1809) die Kinder allein auf.
Hannah heiratete jung, sorgte jedoch schon früh alleine für die gemeinsamen Kinder. Über den Verbleib ihres Ehemanns ist nichts bekannt. Im März 1817 ließ sie sich mit der dreijährigen Tochter Mariah und dem fünfjährigen Sohn Harrison im Nachbardorf Hancock, einem 1790 gegründeten Shaker-Dorf, nieder. Dort schloss sie sich der örtlichen Shaker-Sekte an. Mit dem Malen begann sie spät in ihrem Leben. Hannah Cohoon verstand sich nicht als Malerin, da sie stets nur auf „höheren Befehl“ ihre göttlichen Visionen malte.
Schwester Hannah, wie sie in der Shaker-Gemeinde hieß, starb 1864 in Hancock, das sie seit ihrem Zuzug nie wieder verlassen hatte, und wurde auf dem dortigen Friedhof begraben.

## Werk

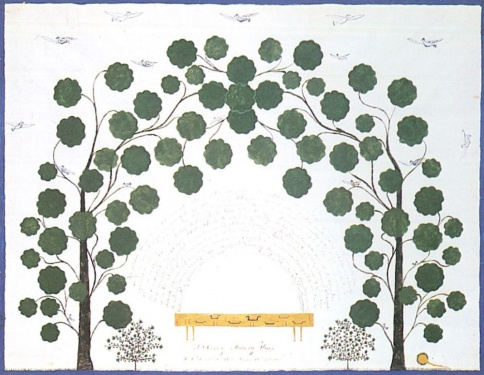
A Bower of Mulberry Trees, 1854
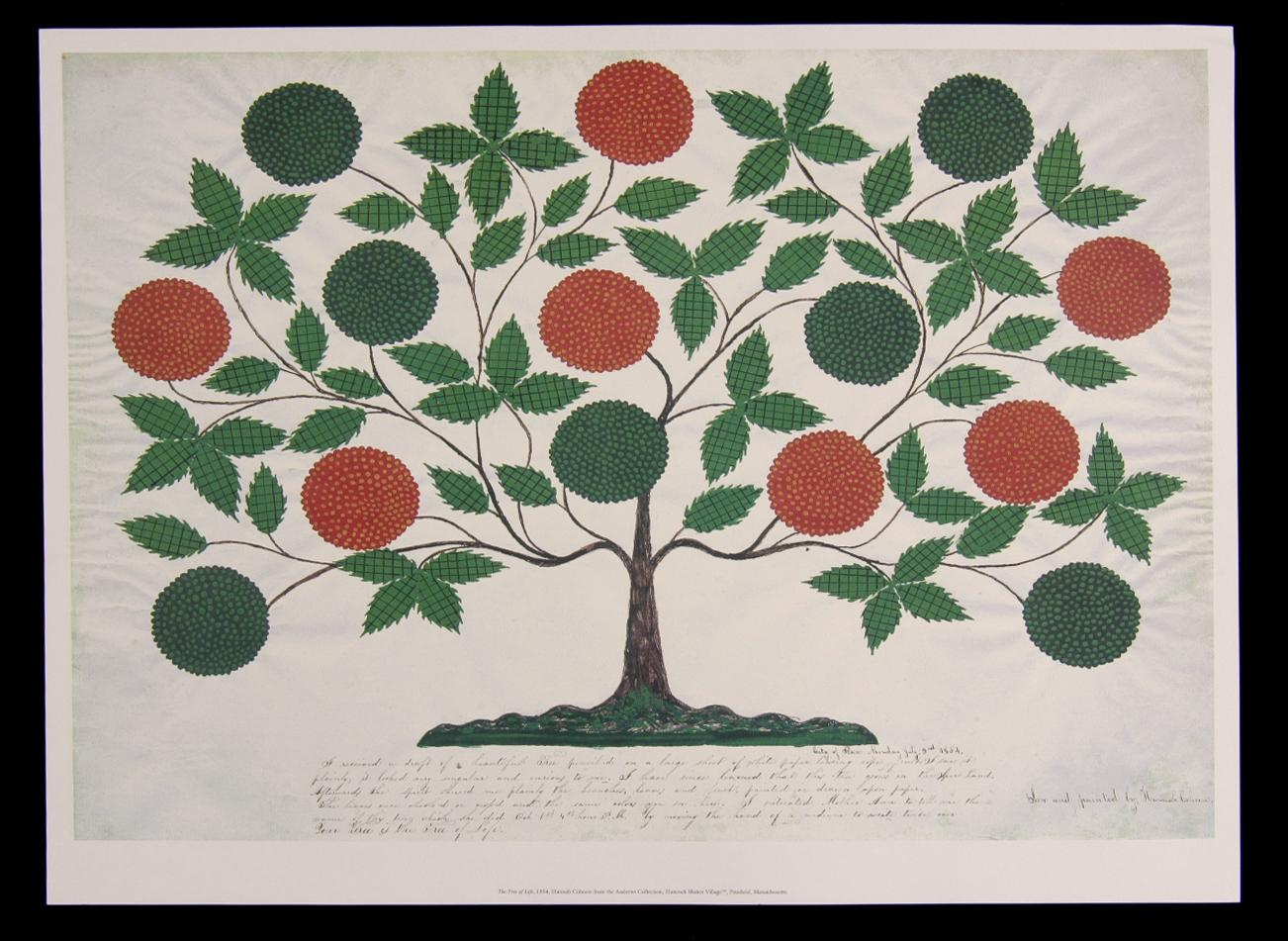
Tree of Life, 1854

Hannah Cohoon gilt als herausragendste Künstlerin der Shaker-Gemeinde. Wie andere Mitglieder der Shaker, meist Frauen und junge Mädchen, hielt Cohoon ihre Visionen, die als von Gott gesandt galten, in gifts (Geschenke) genannten Bildern und Musikstücken fest. Der Detailreichtum ihrer Bilder und die Konzentration auf ein Motiv heben sie von Werken anderer Shaker ab.

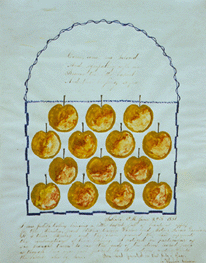
A Little Basket Full of Beautiful Apples, 1856

Eines ihrer frühesten Bilder Tree of Light or Blazing Tree (Tinte, Bleistift und Gouache auf Papier) ist auf den 9. Oktober 1845 datiert und zeigt den „Baum des Lebens“, ein religiöses Symbol der Shaker für Leben und ewiges Wachstum. Das Baummotiv hat sie später wiederholt aufgegriffen. Ihr letztes Bild entstand am 29. Juni 1856 aus einer Vision von einer Shaker-Frau, die ihr einen Korb mit frischen Äpfeln reicht.
Cohoons Werke befinden sich in der Sammlung des Hancock Shaker Village in Pittsfield, das seit 1960 als Museum dient. Ihre Gemälde überlebten als Teil eines Konvoluts von 200 Werken von Shakern aus Hancock und Lebanon, NY.
In den 1930er Jahren wurde der auf das Jahr 1854 datierte Tree of Life wiederentdeckt. Das Bild wurde zweimal im Whitney Museum of American Art ausgestellt; es erschien auf dem Cover von Zeitschriften, Büchern und auf einer Postkarte für das Kinderhilfswerk UNICEF. In der ersten großen Museumsausstellung Shaker Handicrafts 1935 im Whitney Museum of American Art mit Objekten und Zeichnungen der Shaker wurden die bis dahin einzigen vier bekannten Gemälde von Hannah Cohoon gezeigt.
1996 wurde ein weiteres Aquarell Cohoons wiederentdeckt, das einem ihrer ersten Bilder aus dem Jahr 1845 ähnelt. Im Januar 1997 wurde es bei Sotheby’s für 299.500 $ an das American Folk Art Museum in New York verkauft.